# Metrioppia atlantica
Metrioppia atlantica är en kvalsterart som beskrevs av Arthur P. Jacot 1938. Metrioppia atlantica ingår i släktet Metrioppia och familjen Metrioppiidae. Inga underarter finns listade i Catalogue of Life.